# 亚历山大·瓦西里耶维奇·捷连季耶夫 (政治人物)
亚历山大·瓦西里耶维奇·捷连季耶夫（俄语：Александр Васильевич Терентьев，羅馬化：Aleksandr Vasil'yevich Terent'yev，1961年1月1日—）是俄罗斯政治人物，第五、六、七、八届国家杜马代表。
1982年，捷连季耶夫搬到秋明州，在苏尔古特技术运输管理部门和诺亚布尔斯克的企业工作。1990年代后半叶至2000年代初，捷连季耶夫曾在多家工业企业工作，包括Noyabrskneftegaz、Naftasib、P.F.K.-Dom有限责任公司。2006年，他加入公正俄罗斯—为了真理。 2007年12月2日，当选阿尔泰边疆区第五届国家杜马代表。 2011年、2016年、2021年连续当选第六届、第七届、第八届国家杜马议员。

## 制裁
2022年，捷连季耶夫因俄乌战争而受到英国政府制裁。